# Elobey Grande
Elobey Grande est une petite île de Guinée équatoriale, située entre l'embouchure du fleuve Muni et l'île de Corisco. D'une superficie de 227 hectares et inhabitée, elle est administrée par la municipalité de Corisco (province du Litoral). L'île culmine à 80 mètres.

## Webographie
- Elobey Grande, un différend frontalier franco-espagnol